# Adurza
Adurza es un despoblado que actualmente forma parte del barrio de Adurza, que está situado en el municipio de Vitoria, en la provincia de Álava, País Vasco (España).

## Toponimia
A lo largo de los siglos ha sido conocido con los nombres de Adurzaha y Adurça.

## Historia
Mendiolha, Hollarruizu et Adurzaha III regas esta es la forma en la que entra el despoblado en la historia, por medio de la reja de San Millán de 1025. El actual barrio de Adurza se asienta sobre el despoblado medieval de la aldea de Adurzaha o Adurça. Con la concesión de Carta Puebla a la aldea de Gastehiz, y su conversión a la actual Ciudad de Vitoria, es probable que comenzara un proceso de decadencia que finalmente conllevó su desaparición. Hablamos de un proceso generalizado que ocurrió en toda la Álava con la fundación de villas, al ser lugares privilegiados fiscalmente más atractivos para la población. Unido a ello debemos tener en cuenta el desplazamiento del eje comercial que transitaba por la aldea gracias al trazado de la calzada romana entre Astorga y Burdeos. Prueba de ello tenemos la advocación a San Cristóbal de la iglesia del poblado medieval, patrón de los arrieros y viajeros.
Del mismo modo, en 1258 paso a estar bajo jurisdicción de la entonces Villa de Vitoria, siendo segregada de la Cofradía de Arriaga. De este modo se convirtió en una de las aldeas viejas de Vitoria.
El origen del mortuorio parece surgir de la unión de dos pequeños pueblos llamados Adurza la Menor y Adurza Nagusia.
Aparece descrito en el primer volumen del Diccionario geográfico-estadístico-histórico de España y sus posesiones de Ultramar de Pascual Madoz de la siguiente manera:

ADURZA ó ADURZAHA: desp. de la hermandad de Vitoria, prov. de Alava. Fue una de las ald. que los cofrades del Campo de Arriaga cedieron al rey D. Alonso Xi, quien lo dió á Vitoria en 1258. Se hace mencion de este ant. pueblo en el catálogo de S. Millan, colocándole en la merindad de Malizhaeza, entre los lug. de Gasteiz, nombre primitivo de Vitoria, y Hollarhizu, desp. llamado hoy Olarizu, donde la c. tiene una casa con buenas cuadras y patio para custodiar el ganado de la provision de la misma c.
(Madoz, 1845, p. 101)